# Karl von Culoz

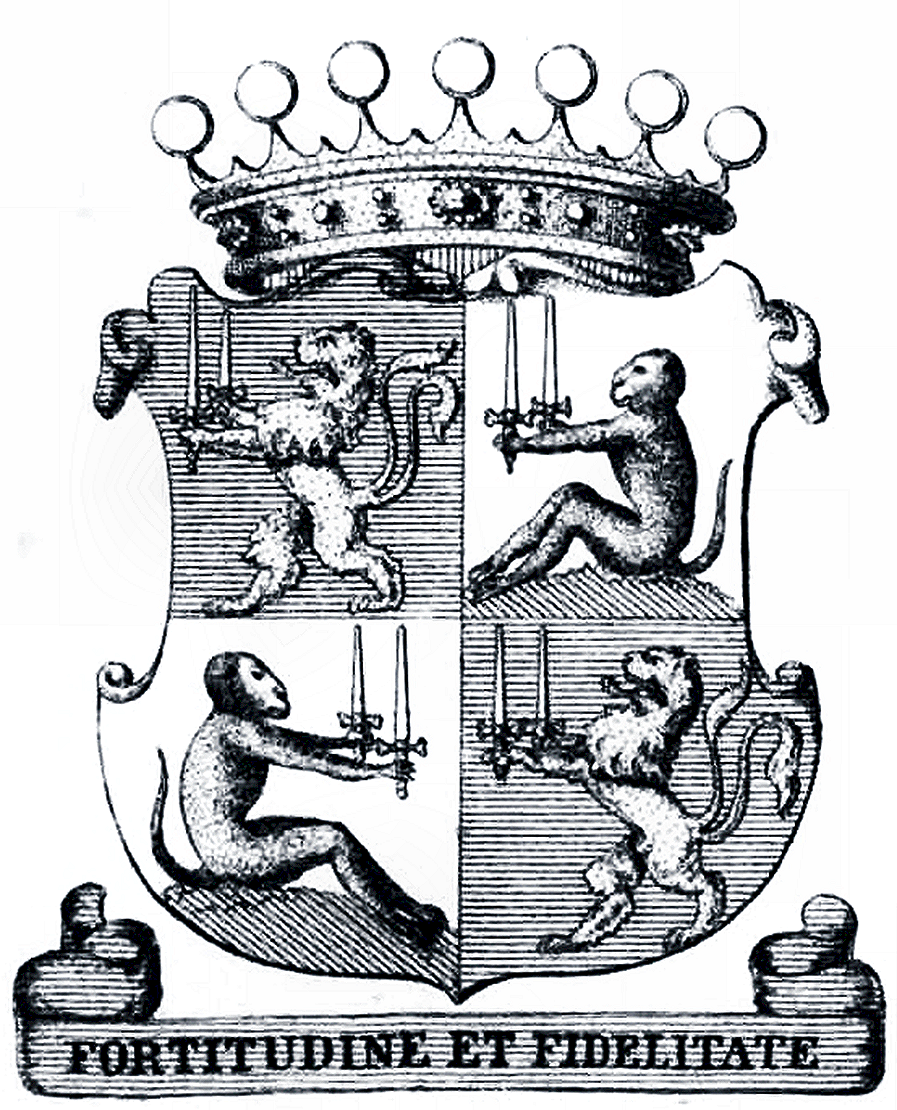
Stemma di Karl von Culoz

Karl von Culoz (Hartberg, 24 dicembre 1785 – Venezia, 11 novembre 1862) è stato un militare austriaco, Feldzeugmeister e comandante del Reggimento di Fanteria 31.

## Biografia
Culoz proveniva da un'antica nobile famiglia spagnola e già il nonno, poi il padre Christoph (1736-1803), un tenente colonnello, aveva servito con distinzione per 50 anni l'esercito imperiale.
Nominato generale il 21 aprile 1843 Culoz comandò una brigata dell'esercito in Italia e nel marzo 1848 la divisione truppe di riserva del generale Laval Nugent von Westmeath.
Dal 1852 Culoz fu il comandante della fortezza di Mantova e combatté nella Seconda guerra d'indipendenza italiana nel 1859.
Colpito da una cecità improvvisa ad entrambi gli occhi, Culoz chiese dopo quasi 62 anni di servizio di essere collocato in pensione.